# Bilinjär funktion
En bilinjär funktion på ett reellt, linjärt rum V, är en funktion f som till varje par av vektorer u, v tillhörande V,
ordnar ett reellt tal f(u, v) så att:
1. f(a·u + b·v, w) = a·f(u, w) + b·f(v, w)
2. f(u, a·v + b·w) = a·f(u, v) + b·f(u, w)

för alla reella tal a, b.
Motsvarande definition gäller i fallet komplexa linjära rum.